# Football League Championship 2012-13
La Football League Championship 2012/13 también llamada Npower Football League Championship por razones de patrocinio fue la novena temporada de la segunda división inglesa, desde su creación en 2004.
Un total de 24 equipos participan en la competición, incluyendo 18 equipos de la temporada anterior, 3 que asciendan de la League One y 3 que desciendan de la Premier League 2011/12.

## Equipos participantes

### Ascensos y descensos
| Pos | a Premier League           |
| --- | -------------------------- |
| 1º  | Reading                    |
| 2º  | Southampton                |
| 3   | Crystal Palace (Promoción) |

| Pos | a Football League Championship |
| --- | ------------------------------ |
| 18º | Bolton Wanderers               |
| 19º | Blackburn Rovers               |
| 20º | Wolverhampton Wanderers        |

| Pos | a Football League Championship |
| --- | ------------------------------ |
| 1º  | Charlton Athletic              |
| 2º  | Sheffield Wednesday            |
| 4   | Huddersfield Town (Promoción)  |

| Pos | a League One     |
| --- | ---------------- |
| 22º | Doncaster Rovers |
| 23º | Coventry City    |
| 24º | Portsmouth       |

| Equipo                  | Locación                  | Estadio              | Capacidad |
| ----------------------- | ------------------------- | -------------------- | --------- |
| Barnsley                | Barnsley                  | Oakwell Stadium      | 23,009    |
| Birmingham City         | Birmingham                | St Andrew's Stadium  | 30,079    |
| Blackburn Rovers        | Blackburn                 | Ewood Park           | 31,154    |
| Blackpool               | Blackpool                 | Bloomfield Road      | 17,338    |
| Bolton Wanderers        | Bolton                    | Reebok Stadium       | 28,100    |
| Brighton & Hove Albion  | Brighton                  | The AMEX             | 30,750    |
| Bristol City            | Bristol                   | Ashton Gate          | 21,497    |
| Burnley                 | Burnley                   | Turf Moor            | 22,546    |
| Cardiff City            | Cardiff                   | Cardiff City Stadium | 26,828    |
| Charlton Athletic       | Charlton, Londres         | The Valley           | 27,111    |
| Crystal Palace          | South Norwood, Londres    | Selhurst Park        | 26,309    |
| Derby County            | Derby                     | Pride Park Stadium   | 33,597    |
| Huddersfield Town       | Huddersfield              | John Smith's Stadium | 24,500    |
| Hull City               | Kingston upon Hull        | KC Stadium           | 25,586    |
| Ipswich Town            | Ipswich                   | Portman Road         | 30,311    |
| Leeds United            | Leeds                     | Elland Road          | 39,460    |
| Leicester City          | Leicester                 | King Power Stadium   | 32,500    |
| Middlesbrough           | Middlesbrough             | Riverside Stadium    | 34,988    |
| Millwall Football Club  | South Bermondsey, Londres | The Den              | 20,146    |
| Nottingham Forest       | Nottingham                | City Ground          | 30,576    |
| Peterborough United     | Peterborough              | London Road Stadium  | 15,460    |
| Sheffield Wednesday     | Sheffield                 | Hillsborough         | 39,812    |
| Watford                 | Watford                   | Vicarage Road        | 17,477    |
| Wolverhampton Wanderers | Wolverhampton             | Molineux             | 31,700    |

#### Personal y patrocinadores
| Equipo                  | Técnico          | Presidente                      | Capitán del equipo | Empresa de indumentaria | Patrocinador                                                        |
| ----------------------- | ---------------- | ------------------------------- | ------------------ | ----------------------- | ------------------------------------------------------------------- |
| Barnsley                | Keith Hill       | Patrick Cryne                   | Bobby Hassell      | Nike                    | C.K. Beckett                                                        |
| Birmingham City         | Lee Clark        | Peter Pannu                     | Stephen Carr       | Diadora                 | EZE Group                                                           |
| Blackburn Rovers        | Henning Berg     | Paul Agnew                      | Danny Murphy       | Umbro                   | no tiene patrocinador                                               |
| Blackpool               | Michael Appleton | Karl Oyston                     | Alex Baptiste      | Fila                    | Wonga                                                               |
| Bolton Wanderers        | Dougie Freedman  | Phil Gartside                   | Kevin Davies       | adidas                  | 188BET                                                              |
| Brighton & Hove Albion  | Gus Poyet        | Tony Bloom                      | Gordon Greer       | Erreà                   | BrightonandHoveJobs.com                                             |
| Bristol City            | Derek McInnes    | Keith Dawe                      | Liam Fontaine      | adidas                  | Blackthorn                                                          |
| Burnley                 | Sean Dyche       | Mike Garlick John Banaszkiewicz | Jason Shackell     | Puma                    | Premier Range                                                       |
| Cardiff City            | Malky Mackay     | Datuk Chan Tien Ghee            | Mark Hudson        | Puma                    | Malasia                                                             |
| Charlton Athletic       | Chris Powell     | Michael Slater                  | Johnnie Jackson    | Nike                    | Andrews Air-conditioning                                            |
| Crystal Palace          | Ian Holloway     | Steve Parish Martin Long        | Paddy McCarthy     | Avec                    | GAC Logistics (Frente), Jelly Communications (Atrás)                |
| Derby County            | Nigel Clough     | Andrew Appleby                  | Richard Keogh      | Kappa                   | buymobiles.net                                                      |
| Huddersfield Town       | Simon Grayson    | Dean Hoyle                      | Peter Clarke       | Umbro                   | Rekorderlig Cider (H) RadianB (A)                                   |
| Hull City               | Steve Bruce      | Assem Allam                     | Jack Hobbs         | adidas                  | Cash Converters                                                     |
| Ipswich Town            | Mick McCarthy    | Marcus Evans                    | Carlos Edwards     | Mitre                   | Marcus Evans                                                        |
| Leeds United            | Neil Warnock     | Ken Bates                       | Lee Peltier        | Macron                  | Enterprise Insurance                                                |
| Leicester City          | Nigel Pearson    | Vichai Raksriaksorn             | Wes Morgan         | Puma                    | King Power (Frente), Amazing Tailandia (Atrás)                      |
| Middlesbrough           | Tony Mowbray     | Steve Gibson                    | Rhys Williams      | adidas                  | Ramsdens                                                            |
| Millwall                | Kenny Jackett    | John Berylson                   | Paul Robinson      | Macron                  | racing+                                                             |
| Nottingham Forest       | Sean O'Driscoll  | Omar Al-Hasawi                  | Danny Collins      | Umbro                   | John Pye Auctions                                                   |
| Peterborough United     | Darren Ferguson  | Darragh MacAnthony              | Gabriel Zakuani    | Nike                    | Energy Park Peterborough                                            |
| Sheffield Wednesday     | Dave Jones       | Milan Mandarić                  | Martin Taylor      | Puma                    | Frente: Gilder Group Honda (H), Westfield Health (A) Atrás: GCI Com |
| Watford                 | Gianfranco Zola  | Giampaolo Pozzo                 | John Eustace       | Puma                    | Football Manager/Football Manager Handheld                          |
| Wolverhampton Wanderers | Ståle Solbakken  | Steve Morgan                    | Karl Henry         | Burrda                  | Sportingbet (Frente), What House? (Atrás)                           |

- H:Local
- A:Visitante

## Clasificación
|  |     | Equipo                      | PJ | PG | PE | PP | GF | GC | Dif. | Pts. |
|  | --- | --------------------------- | -- | -- | -- | -- | -- | -- | ---- | ---- |
|  | 1.  | Cardiff City (A)            | 46 | 25 | 12 | 9  | 75 | 45 | 27   | 87   |
|  | 2.  | Hull City (A)               | 46 | 24 | 7  | 15 | 61 | 52 | 9    | 79   |
|  | 3.  | Watford                     | 46 | 23 | 8  | 15 | 85 | 58 | 27   | 77   |
|  | 4.  | Brighton & Hove Albion      | 46 | 19 | 18 | 9  | 69 | 43 | 26   | 75   |
|  | 5.  | Crystal Palace (A)          | 46 | 19 | 15 | 12 | 73 | 62 | 11   | 72   |
|  | 6.  | Leicester City              | 46 | 19 | 11 | 16 | 71 | 48 | 23   | 68   |
|  | 7.  | Bolton Wanderers            | 46 | 18 | 14 | 14 | 69 | 61 | 8    | 68   |
|  | 8.  | Nottingham Forest           | 46 | 17 | 16 | 13 | 63 | 59 | 4    | 67   |
|  | 9.  | Charlton Athletic           | 46 | 17 | 14 | 15 | 65 | 59 | 6    | 65   |
|  | 10. | Derby County                | 46 | 16 | 13 | 17 | 65 | 62 | 3    | 61   |
|  | 11. | Burnley                     | 46 | 16 | 13 | 17 | 62 | 60 | 2    | 61   |
|  | 12. | Birmingham City             | 46 | 15 | 16 | 15 | 63 | 69 | -6   | 61   |
|  | 13. | Leeds United                | 46 | 17 | 10 | 19 | 57 | 66 | -9   | 61   |
|  | 14. | Ipswich Town                | 46 | 16 | 12 | 18 | 48 | 61 | -13  | 60   |
|  | 15. | Blackpool                   | 46 | 14 | 17 | 15 | 62 | 63 | -1   | 59   |
|  | 16. | Middlesbrough               | 46 | 18 | 5  | 23 | 61 | 70 | -9   | 59   |
|  | 17. | Blackburn Rovers            | 46 | 14 | 16 | 16 | 55 | 62 | -7   | 58   |
|  | 18. | Sheffield Wednesday         | 46 | 15 | 13 | 18 | 30 | 47 | -17  | 58   |
|  | 19. | Huddersfield Town           | 46 | 16 | 10 | 20 | 53 | 61 | -8   | 58   |
|  | 20. | Millwall                    | 46 | 15 | 11 | 20 | 51 | 62 | -11  | 58   |
|  | 21. | Barnsley                    | 46 | 14 | 13 | 19 | 56 | 70 | -14  | 55   |
|  | 22. | Peterborough United (D)     | 46 | 15 | 9  | 22 | 66 | 75 | -9   | 54   |
|  | 23. | Wolverhampton Wanderers (D) | 46 | 14 | 9  | 23 | 55 | 69 | -14  | 51   |
|  | 24. | Bristol City (D)            | 46 | 11 | 8  | 27 | 59 | 84 | -25  | 41   |

(D) Descendido 

(A) Ascendido 

Fuente: BBC Sports
Pts. = Puntos; P. J. = Partidos jugados; G. = Partidos ganados; E. = Partidos empatados; P. = Partidos perdidos; G. F. = Goles a favor; G. C. = Goles en contra; Dif. = Diferencia de goles